# Graciela Párraga
Graciela Párraga Ponce de León (* 10. März 1905 in Havanna; † 7. Oktober 1971 in den USA) war eine kubanische Sängerin, Gitarristin und Komponistin.

## Leben
Párraga hatte Klavier- und Akkordeonunterricht und studierte Gitarre bei Clara Romero de Nicola. Ihre musikalische Laufbahn begann 1937 in New York. Sie trat dort im Nachtclub La Rue und im Hörfunk in Rudy Vallées Show The Fleischmann Hour auf, die in Übersetzung auch in allen lateinamerikanischen Staaten ausgestrahlt wurde. 1938 zeichnete sie das Stage Magazine mit dem Palm Award aus. Darauf gastierte sie in London im Hotel Berkeley und hatte wöchentlich zwei Auftritte im Fernsehprogramm der BBC.
Nach ihrer Rückkehr in die USA sang sie u. a. in der kubanischen Botschaft anlässlich eines Empfangsballs zu Ehren von Fulgencio Batista. Später wurde sie zur Kanzlerin des kubanischen Generalkonsulats in New York und Ehrendelegierten für die Förderung der kubanischen Musik in den USA und Europa ernannt und gab in dieser Funktion Konzerte u. a. an der Columbia University und der Princeton University. Párraga komponierte vorwiegend Canciones und Boleros. Einige ihrer Kompositionen wurden von Barbarito Diez interpretiert.

## Werke
Boleros
- Tinieblas
- Champagne de amor
- Tus labios dijeron
- Como mi vida gris
- Las horas a tu lado
- Unión triste
- Salud, dinero y amor
- Si alguna vez

Canciones
- Tristeza
- Te besaron mis ojos
- Llueve
- Mi última flor
- Toda una vida
- Guitarra compañera
- Porque no me lo dices
- Estrella mía
- Reflejos
- Te besaron mis labios

Vals
- Mi rival

Son
- Conquistador